# Camponotus cillae
Camponotus cillae är en myrart som beskrevs av Auguste-Henri Forel 1912. Camponotus cillae ingår i släktet hästmyror, och familjen myror. Inga underarter finns listade.